# Pääskyssaari (ö i Lappland, Tunturi-Lappi)
Pääskyssaari är en ö i Finland. Den ligger i sjön Vuontisjärvi och i kommunen Muonio i den ekonomiska regionen  Fjäll-Lappland  och landskapet Lappland, i den norra delen av landet, 900 km norr om huvudstaden Helsingfors. Öns area är 0,5 hektar och dess största längd är 110 meter i nord-sydlig riktning.